# Имена в каббале
Имя в каббале означает постижение. Когда человек что-нибудь определяет, даёт кому-нибудь имя — это значит, что он постиг какое-нибудь его свойство или отношение к себе, а если о ком-нибудь или о чём-нибудь ничего не известно, то невозможно его назвать. Поэтому основной принцип в каббале гласит: «Непостигнутое не называется по имени». То есть, во всех истинных каббалистических книгах нет ни одного имени, ни одного названия или описания, которое было бы придумано каким-либо искусственным образом. Все имена и названия, все слова до единого даются в каббале из внутреннего постижения сути явления.

## Истинное имя
Истинное имя — это мера подобия Творцу. Творец постигается только лишь в меру подобия Ему. Это постижение творца определяет истинное имя человека, потому что выражает его высшее духовное достижение. О земном имени здесь речь не идёт. Имя — это духовная ступень, которую постигает человек, то есть, степень раскрытия им творца. Иначе говоря, эта ступень и даёт ему имя, то есть, имя человека в точности соответствует постигнутой им духовной ступени.

Суть Творца совершенно непостижима, постигается воздействие, приходящее к нам от Творца, и потому все творение представляет собой раскрытие действий Творца — имена Творца. Следящий за происходящим и объединяющий его с корнем, посвящает имя Творцу. То есть, имя — это то, что он получает, исследуя и познавая Дающего.— Бааль Сулам, Четыре мира
Раскрытие творца всему творению, то есть, полное уподобление творения творцу, называется единством творца и его имени — «И Господь будет Царем над всею землею; в тот день будет Господь един, и имя Его едино» (Зах. 14:9).

## Численное значение имени
Каждая определённая структура души и каждая частная душа получает своё имя по своему основному, характерному только для неё, качеству. Количественные же характеристики в духовном называются «гематрии». Численное выражение (гематрия) имени соответствует количеству исправленных качеств и наполнений духовным светом, достигнутых душой.

## Язык ветвей
Все миры, вплоть до нашего мира, в точности повторяют друг друга по своему строению. Разница лишь в «материале», то есть, в степени огрубления желания насладиться в каждом из них, которая, в свою очередь, определяется большей или меньшей степенью удалённости от творца, иначе, — мерой подобия Ему. Полная идентичность, а также связь и система управления низших миров высшими выражена каббалистами в формулировке: «Сила, управляющая травинкой и находящаяся в высшем мире, бьет по ней, находящейся в низшем, заставляя её расти по её подобию». Все это дало возможность изучающим духовные миры применить для передачи информации об уровнях мироздания, недоступных для простого описания, особую знаковую систему, названную ими «язык ветвей». Каждый термин (название, имя) в этом языке, семантически привязанный к объекту или явлению нашего мира — «ветви», — указывает постигшему высший уровень, на котором находится причина, «корень», порождающий этот объект, эту «ветвь», о каком явлении или объекте того, высшего уровня идёт речь. Таким образом, все имена, названия и описания, используемые в святых книгах, ни в коем случае не обозначают предметы и явления нашего мира. Каббалисты лишь используют обычный язык нашего мира, пользуясь им как языком ветвей, для обозначения и описания соответствующих духовных явлений.

Вся Тора — имена Творца— Рамбан, Предисловие к «Берешит»

## Первое имя
Первое имя человеку дают в момент его первого исправления, то есть, первого отторжения намерения «ради себя». Это его первое имя, его первое постижение вследствие исправления отсечением т. н. «лев ха-эвэн», — той части своих желаний, которые невозможно исправить до конца общего исправления всех душ. Это имя человек получает свыше, потому что это постижение не его, а следствие того, что получил свыше силы отторгнуть исконный свой эгоизм. Первое отторжение эгоизма в нашем мире символически представлено обрядом обрезания в Иудаизме, и потому именно во время этого ритуала мальчику дают имя.
Следующие имена свои человек определяет, даёт себе сам — по тому, как поднимается, то есть, обретает всё большую силу сопротивления на свои желания, каждый раз наполняясь иным по количеству и качеству светом. Наполнение светом десяти сфирот духовного тела человека и определяет его гематрию, то есть имя.

## Традиция выбора имени из Торы
Традиция выбора земного имени из Торы (пятикнижия Моисея) имеет под собой основание. Хотя человек ещё не обрёл духовный уровень праведника, чьим именем он назван, но сам выбор такого имени означает стремление человека обрести постижение праведника, подобно ему ощутить творца.